# Драган Васиљковић
Драган Васиљковић (познатији под надимком Капетан Драган; Београд, 12. децембра 1954) српски је бивши војни заповедник. Он је оснивач и вођа српске паравојне јединице Книнџе, претече Црвених беретки.
До 28. марта 2020. био је у затвору у Хрватској, оптужен за ратне злочине од стране Републике Хрватске. У марту 2010, Врховни суд Аустралије му је одредио затвор у циљу да га изручи Хрватској, где му се суди због наводних злочина. Ухапшен је 12. маја 2010, након 43 дана која је провео у бекству након одлуке Врховног суда о његовом изручењу Хрватској за ратне злочине, између осталог за камп у Книну.

## Детињство и младост
Драган Васиљковић је рођен 12. децембра 1954. у српској православној породици, у Београду. Његов отац Живорад је погинуо у саобраћајној несрећи док је Драган био дете. У узрасту од 3 године, смештен је у хранитељску породицу Драгутина Филиповића Јусе, јер његова мајка није могла да подиже троје деце сама.
Године 1967. је под именом 'Данијел Снеден' отишао у Аустралију са мајком и две сестре. По завршетку средње школе у Мелбурну, радио је у фото радњи. Провео је 4 године у резервном саставу лаке аустралијске коњице и 101. викторијанске регименте, где је радио као официр за регрутацију. После служења војног рока, служио је као инструктор оружја у Африци и Јужној Америци. Пловио је широм света, а у Србији је боравио 1988, где је започео посао са бродским и авионским чартером. У Аустралији током 1980-их. Радио је и као инструктор голфа.

## Рат у Хрватској
Вратио се у Београд у мају 1990, када је Хрватска одржала прве демократске парламентарне изборе. У Београду се Капетан Драган састао са Сашом Медаковићем, једним од лидера на барикадама у Крајини након "балван револуције" у августу. Медаковић је био пријатељ шефа полиције у Книну, Милана Мартића (касније осуђеног за ратне злочине у Хагу), а био је службеник државне безбедности Крајине. Капетан Драган је посетио Крајину у јесен 1990. Тамо је срео Милана Мартића и тврдио да је одбрана Крајине „веома неорганизована“. Одлучио је да помогне у организацији одбране Крајине. По повратку у Београд, он је покушао да окупи подршку свом настојању, и постао члан опозиционе странке Српског покрета обнове. Потом се вратио у САД да заврши пилот тренинг.
Током београдског преврата, марта 1991, када је у Београду на побуну Српског покрета обнове власт одговорила тенковима на улицама, Капетан Драган је био приморан да се врати. Опет га је Милованов повезао са особљем Државне безбедности, а међу њима са Франком Симатовићем. Симатовић му је рекао у вези његових активности везаних за Крајину, уколико би његови претпостављени за то сазнали, он би вероватно бити ухапшен и смењен. 4. априла, Капетан Драган је отишао у Крајину да ради за Милана Мартића.
Дана 25. јуна 1991, Хрватска је прогласила независност, убрзо након тога, избио је рат у Хрватској. Током рата служио је код новоформиране Републике Српске Крајине као добровољац. Тужиоци Међународног кривичног суд за бившу Југославију тврде да је ову службу вршио под покровитељством полиције Србије, а медији су известили да је он то чак тврдио током сведочења на суђењу Слободана Милошевића 2003. године. У одговор Милошевићу на ово питање, рекао је: „Ја сам говорио искључиво о Служби Крајине, Полицији Крајине или Војсци Крајине или ЈНА до Венсовог плана“.
Упитан „да ли је у било које време било јединица МУПа (Министарство унутрашњих послова) Србије у Крајини са њим“, он је одговорио да је Јовица Станишић једном учинио неформалну посету, и Френки Симатовић три или четири пута. На питање да ли су Станишић и Симатовић икада издали било какво наређење, одговорио је да они то нису учинили, да нису били у тој позицији, и да нису знали нити су били квалификовани да знају.
Командовао је специјалним јединицама познате као Црвене беретке (не треба мешати са Јединицом за специјалне операције ЈСО основаном у Србији 1996) или 'Книнџе' названом тако према граду Книну из Крајине, и нинџе борцима. Тренирао је јединице на крајишком Голубић кампу за шта је наводно био плаћен од стране Службе државне безбедности Србије; те наводе је негирао на суђењу Милошевићу, упркос улози сведока оптужбе. Он је додао да је једини пут када је српски Државна безбедност платила било за 28 дана боравка у 1997, за праћење вежбе и да је његов хонорар био 2.200 динара. Био је у савезу са министром унутрашњих послова Миланом Мартићем у његовој борби за власт против председника Милана Бабића, кога је описао као „непоштеног, човека који није од речи." Мартића је, насупрот томе, сматрао „човеком од части и човеком од речи." У новембру 1991, Бабић је позвао Војислава Шешеља у Книн да му помогне да осујети пуч за који је веровао да га планира лично капетан Драган. Према Шешељу, „Капетан Драган се умешао и започео побуну у војним редовима“, и организовао митинг војног особља. Шешељ је обилазио линије фронта и у медијима објашњавао да „они који желе унутрашње сукобе док оружани сукоб и даље траје не могу бити пријатељи српског народа." Митинг се, Шешељ је рекао, показао као неуспех и Бабић је остао на власти. Васиљковић се кандидовао за председника Србије на српским председничким изборима, и био четврти на листи са 1,86% гласова.
Током рата је основао фонд Капетан Драган са циљем да помогне жртвама рата. Васиљковић је постао врста народног хероја током рата. Српски певач Бора Дрљача објавио је песму под називом 'Капетан Драган' 1991.

## Живот у Србији
Након завршетка борби у Хрватској и Босни и Херцеговини, Васиљковић се вратио у Србију, где је живео неколико година. Васиљковић је био укључен у рад Српског покрета обнове. Одржао је пријатељство са Франком Симатовићем, а 2001. је изјавио да ће га бранити на суду ако је потребно. Симатовић је био ухапшен и предат Међународном кривичном суду за бившу Југославију 2003. Васиљковић се поново појавио у центру пажње након што је сведочио против Слободана Милошевића, 2004. на МКСЈ, а потом се вратио у Перт у Западној Аустралији.

## Наводи о ратним злочинима
У септембру 2005. чланак у 'Аустралиан' новинама оптужује Драгана Васиљковића за ратне злочине, као српског паравојног команданта. Између 2001. и 2004. Васиљковић је направио кратак повратак у Србију, и одржао конференцију за штампу у Београду, пре повратка у Аустралију. Тада је покренуо тужбу за јавну клевету против издавачке куће Нејшонвајд Њус за овај чланак. У децембру 2009. суд је пресудио у корист Нејшонвајд Њус и наредио да Васиљковић плати 1,2 милиона долара. 
Васиљковић је ухапшен на основу хрватске потернице 19. јануара. Оптужен је од стране Републике Хрватске да је одговоран за наводно мучење, премлаћивање и убијање заробљених припадника Војске Хрватске и полиције између јуна и јула 1991. године у затвору на тврђави у Книну, које су вршили војници под његовом командом. Оптужен је такође и за израду планова за напад и преузимање полицијске станице Глине, у близини града села Јукинца и села Горњи и Доњи Видушевац, у фебруару 1993. у Бенковцу (у договору са командантом тенковске јединице Југословенске народне армије ЈНА). Наводи се да су у том нападу, противно Женевској конвенцији, грађанске зграде оштећене и уништене, хрватски грађани били приморани да побегну, њихова имовинска опљачкана а цивили (међу њима је био страни новинар) су рањени и убијени. Те оптужбе су објављене након што су новине 'Аустралиан' објавиле причу о њему. Васиљковић је потом тужио новине за клевету. У јулу 2007, Врховни суд је сматрао да су 6 од 10 навода у том члану клеветничка. Међутим, у децембру 2009, судија је пресудио да је чланак из 2005.  “ Оквирну” истину иако није изнесен ни један проверљиви доказ. Васиљковић одбацује тврдње, и да изјављује да ће уложити жалбу на пресуду.
Хашки трибунал је навео Васиљковића као „учесника у удруженом злочиначком подухвату“ над Хрватима и другим несрбима у одлуци против Мартића, опет без иједног доказа али није тражио његово хапшење. Он је дао исказ у случају против Слободана Милошевића у Хагу, без понуђеног имунитета. Године 2005, портпаролка Трибунала Флоренс Хартман је објавила да је Васиљковић био под истрагом, али нема оптужби против њега нити било кога под његовом командом и да је даља истрага заустављена због завршетка мандата Трибунала.

## Суђење
У децембру 2006, покушај Васиљковића да спречи одлуку о екстрадицији није успео на саслушању Прекршајног суда у Сиднеју. Његови разлози одбране били су да ће као српски вођа бити суочен са пристрасним хрватским судом и да нема доказа о оптужби који су обавезни по Закону о екстрадицији из 1988. (Услови за изручење - Члан 10) да аустралијски држављанин да буде изручен.
Већ у јуну 2006, Виши суд је одбацио захтев образлажући да сматра примену „нема доказа“ модела на Закон о изручењу неважећим. Виши суд је вратио предмет Федералном суду Аустралије да утврди да ли је или није заштићен међународним правом. Федерални суд ће такође размотрити питање локалног суда у смислу фер суђења у Хрватској. Случај је предат пред лице правде судији Каудроју у новембру. Васиљковић је у притвору од јануара 2006.
Дана 12. априла 2007, власти у Сиднеју су одобриле захтев за изручење Хрватској, а Васиљковић је током жалбеног поступка у Паркли затвору у делу са максималним обезбеђењем. Као наводни ратни злочинац, он је у самици, али је добио гитару и дозвољено му је да има оловку и папир. Он жели да се упише у бирачки списак као аустралијски држављанин, али још није могао да то учини. Он је такође спречен да говори представницима штампе. До априла 2007, српска заједница из Аустралије је потрошила више од 500.000 $ на одбрану и трошкове суђења.
Дана 3. фебруара 2009. Васиљковићева жалба против изручења Хрватској одбачена је од стране Федералног суда Аустралије. Међу онима који су дошли да одбране Васиљковића био је и Владика Аустралије и Новог Зеланда Иринеј Добријевић.
Дана 2. септембра 2009, федерални суд у Аустралији закључио „да постоје 'суштинске или стварне шансе' да Васиљковић не би имао поштено суђење у Загребу“ и наредио ослобађање. Изашао је из затвора Паркли у Сиднеју 4. септембра 2009.
Аустралијска влада се жалила на пресуду, која је успешно оборена. Пресуђено је да Васиљковић буде изручен Хрватској. Међутим, аустралијска Федерална полиција изгубила му је траг.
У марту 2010, Врховни суд Аустралије поништио је одлуку Федералног суда и налаже Федералним властима изручење Васиљковића Хрватској због ратних злочина. Након одлуке о изручењу Архивирано на веб-сајту  (20. август 2014), Васиљковић је нестао.

## Завршно хапшење и жалбе
Васиљковић је поново ухваћен од стране аустралијске Федералне полиције на реци Кларенс. 12. маја 2010, након што је избегавао полицију 43 дана, Васиљковић је купио јахту у којој је живео и коју је припремао са намером да напусти земљу. Обавештење од стране холандске полиције каже да је Васиљковић послао свог бившег адвоката Бреда Слоугрова у земљу са молбом да његов случај буде премештен код Међународног кривичног суда за бившу Југославију. Слоугров је удаљен из адвокатске коморе због претњи „тешким телесним последицама“ судији за прекршаје Алану Муру, који је саслушавао Васиљковића 2006. Због овога је обележен чим је ушао у Холандију, па је холандска полиција била у стању да обавести полицију у Аустралији да се Васиљковић још увек крије у Аустралији. Васиљковић је лоциран пошто је позвао Франка Симатовића, који је у Међународном кривичном суду за бившу Југославију.
Дана 19. маја, аустралијски суд је одбацио одбрану Васиљковића да у Хрватској неће имати фер суђење и да су хрватски судови били блажи према Хрватима образлажући је као „недовољну“ и „слабу“. Аустралијски Федерални суд потврдио је пресуду четири месеца касније, одбацујући жалбу Васиљковића.
Дана 16. новембра 2012, Влада Аустралије и премијер Џулија Гилард одлучују да се Васиљковић изручи Хрватској. Ова одлука је прва екстрадиција за ратне злочине коју је спровела Аустралија. Његови адвокати су покренуле жалбу. Последње рочиште одржано је у мају 2014. и ускоро се очекује судска одлука.
Дана 15. маја 2015, аустралијски Врховни суд је одбацио последњу Васиљковићеву жалбу због лоших изгледа за успешан завршетак процеса. После овога, Васиљковић нема више легалних средстава којима би се спречило његово изручење.
Крајњи рок за изручење Васиљковића је 15. јул 2015. Од хрватских органа гоњења зависи тачан датум изручења Васиљковића.
Суд у Хрватској је одредио да адвокат Томислав Дуић заступа Васиљковића по службеној дужности, јер су бројни адвокати из страха за свој живот одбили да га заступају.
Медији у Хрватској, Србији и Аустралији су објавили да ће Васиљковић бити испоручен и да ће слетети на аеродром Загреб у пратњи наоружаних полицајаца 9. јула 2015. у 11.30. Након одслужене пуне казне у трајању од 13,5 година, Васиљковић је пуштен из централног затвора у Лепоглави. Дана 28. марта 2020. вратио се у Србију, уз решење о забрани уласка на територију Европске уније наредних 20 година.